# 仙鹅乡
仙鹅乡，是中华人民共和国四川省绵阳市梓潼县曾经下辖的一个乡。2019年12月，撤销仙鹅乡，将其所属行政区域划归黎雅镇管辖。

## 行政区划
仙鹅乡撤销前下辖以下地区：
仙鹅村、高安村、高庙村、普丰村、三坪村、胜天村、望团村、裕华村、五四村和民兴村。